# Cova de Joana
Cova de Joana es una localidad caboverdiana del municipio de Brava.

## Geografía
La localidad está situada en la isla Brava.

## Organización territorial
La localidad abarca los lugares y barrios de:
- Cantinho
- Cova de Joana
- Cutelo Nho Domingos
- Lomba-Lomba
- Risco Vermelho

La mayoría de estos lugares forman parte de la freguesía de Nossa Senhora do Monte excepto Lomba-Lomba que está distribuido entre esta freguesía y la de São João Baptista.